# View (Magazin)
View – Sehen, was in der Welt passiert (Eigenschreibweise: VIEW) war eine Zeitschrift, die sich mit Bildern und den dazugehörigen Storys befasste. Sie erschien von 2005 bis 2023 monatlich bei Gruner + Jahr als Ableger des Stern. Mit der April-Ausgabe 2023 wurde das Magazin eingestellt.

## Geschichte
Die Zeitschrift wurde erstmals am 8. Oktober 2005 veröffentlicht und erschien seitdem monatlich an einem Samstag zu Beginn des Monats. Der Einführungspreis der ersten beiden Ausgaben lag bei 2,50 Euro, anschließend kostete View regulär 3,00 Euro. Die Startauflage lag bei 350.000 Exemplaren, die erste Ausgabe umfasste 172 Seiten.
Entwickelt wurde sie vom Stern-Art-Director Tom Jacobi, dem Stern-Nachrichtenchef Hans-Peter Junker und Art-Director Brigitte Baumann. Chefredakteur war zunächst Tom Jacobi, der im Dezember 2008 von Hans-Peter Junker abgelöst wurde.
Im September 2007 wurde die Zeitschrift überarbeitet und trug nun den Untertitel Das Nachrichtenmagazin in Bildern. Ihr Fokus lag anschließend mehr auf aktuellen Nachrichten als auf Monatsrückblicken. Im April 2008 kehrte man zum ursprünglichen Konzept zurück. Außerdem wurde das Format vergrößert.
Im September 2018 wurde die eigenständige Redaktion der Zeitschrift aufgelöst. Seitdem wurde sie von der Redaktion des Stern erstellt. Im Juli 2020 wurde Chefredakteur Hans-Peter Junker durch den neuen Redaktionsleiter Giuseppe Di Grazia abgelöst. Mit der April-Ausgabe 2023 wurde das Magazin nach über 17 Jahren eingestellt.

## Fotocommunity
Am 5. November 2005 wurde mit der View-Fotocommunity eine eigene Online-Community gestartet. In jeder Ausgabe der Zeitschrift wurden ausgesuchte Bilder dieser Fotocommunity veröffentlicht. Das Betrachten von Bildern war für registrierte Nutzer kostenlos und das Einstellen und Bewerten von Bildern kostenpflichtig. Ab dem 27. April 2008 wurde jeden Monat ein kostenloses E-Paper veröffentlicht. Neben User-generated content enthielt es auch Fotos aus der Zeitschrift, zu denen die Fotografen technische Daten und fotografische Tipps weitergaben. Am 16. Oktober 2019 wurde die View-Fotocommunity eingestellt.

## Auszeichnungen
Für den Beitrag Die Soldatin Jessica Clements in View 10/2005 wurde der Fotograf Jim Gehrz bei den Lead Awards 2006 in der Kategorie „Reportage-Fotografie“ ausgezeichnet.
Die View-Fotocommunity wurde 2008 bei den Lead Awards als Webcommunity des Jahres lobend erwähnt.
Der Art Directors Club Deutschland (ADC) zeichnete das Magazin mehrmals aus:
- 2007 für die View-Reportage Sie nennen ihn Löwenherz[12]
- „Bronze-Nagel“ 2008 für die Reportage Schaut mich nicht so an, erschienen in View 1/2007[13]

## Auflage
Im Jahr 2007 wurden etwa 116.000 Hefte verkauft. Das Ziel von 150.000 Exemplaren konnte zu diesem Zeitpunkt nicht erreicht werden. View hatte, wie die meisten deutschen Zeitschriften, allmählich an Auflage eingebüßt.